# Степанов, Борис Михайлович (физик)
Борис Михайлович Степанов (1910—1990) — советский учёный в области ядерной физики и измерительных систем в электровакуумной и импульсной технике, Герой Социалистического Труда.

## Биография
Родился в семье служащих.
Окончил Ленинградский политехнический институт по специальности «химическая физика» (1935).
В 1934—1960 гг. работал в Институте химической физики АН СССР в должностях от инженера до начальника электровакуумной лаборатории.
В 1941 году призван в РККА, служил пиротехником в в/ч 37418 Ленинградского фронта. С апреля 1943 года начальник Отдела хранения боеприпасов в/ч 01754 Ленинградского фронта, капитан. После снятия блокады принимал участие в разминировании г. Ленинграда, его окрестностей и акватории.
В период с 1945 по 1960 год в Институте химической физики АН СССР разрабатывал методы и средства измерений, позволившие провести обширные экспериментальные исследования физических явлений, сопровождающих ядерный и термоядерный взрывы.
В 1956—1972 годах, одновременно с работой в Институте химической физики АН СССР, преподавал в МИФИ — заведующий кафедрой автоматики (1956-60), заведующий кафедрой дистанционных измерительных систем (1960-72). Доктор физико-математических наук (1956), профессор (1957).
В 1960—1965 гг. директор и научный руководитель НИИ электровакуумной и импульсной техники, образованного на базе электровакуумной лаборатории Института химической физики АН СССР.
В 1965—1983 гг. директор ВНИИ оптико-физических измерений ГК СССР по стандартам.
Похоронен на Донском кладбище (колумб. 22, секц. 46).

## Научные труды
- Комплекс фотометрической голографической аппаратуры ВНИИОФИ // Измерительная техника. 1974. Т. 12 (в соавт.);
- Регистрация оптической информации на тонкие магнитные плёнки. М., 1976 (в соавт.);
- Основные результаты исследований электромагнитных явлений при взрывах зарядов ВВ // Метрология быстропротекающих процессов. М., 1977 (в соавт.);
- Электронно-оптические преобразователи и их применение в научных исследованиях. М., 1978 (в соавт.);
- Оптические свойства материалов при низких температурах: Справочник. М., 1980 (в соавт.); Голографические измерения. М., 1981 (в соавт.);
- Фотометрия быстропротекающих процессов: Справочник. М., 1983 (в соавт.);
- Измерение параметров импульсных электромагнитных процессов: Учебное пособие. М., 1984 (в соавт.).

## Награды
Герой Социалистического Труда (1980).
Лауреат двух Сталинских премий (1951, 1953) и Ленинской премии 1963 г. — за участие в создании методов и аппаратуры для регистрации ядерных взрывов в атмосфере, а также за участие в разработке широкого спектра приборов для штатных измерений при проведении полигонных испытаний ядерного оружия.
Заслуженный деятель науки и техники РСФСР (1970).
Ордена: Красной Звезды (1944), «Знак Почёта» (1953), Трудового Красного Знамени (1954), Октябрьской Революции (1971), три ордена Ленина (1956, 1962, 1980), медали «За оборону Ленинграда», «За победу над Германией в Великой Отечественной войне 1941—1945 гг.».